# Nothingface
Nothingface — американская ню-метал-группа из Вашингтона, сформированная в 1993 году. Группа добилась умеренного успеха и гастролировала с такими известными командами, как Soulfly, Pantera и Ministry.

## История

### Первые годы и демо-альбомы
Группа сформировалась в 1993 году. Первоначальный её состав состоял из вокалиста Дэвида Габбарда, гитариста Тома Максвелла, басиста Билла Гаала и ударника Криса Хоука. Она началась с того, что Крис Хук подал объявление в журнал Rox Magazine в Балтиморе. Том Максвелл, живущий там откликнулся на объявление, связался с Крисом и отправил ему кассету со своими записями. Билл Гаал, живущий неподалёку где и Крис, вместе с ним оценили их. После они собрались и сыграли каверы на Soundgarden, Alice in Chains, Jane's Addiction. Выпустили 3 демо-альбома. Их первоначальный звук имел звучание между гранжем и хард-роком. Гэббард покинул группу в 1995 году, из-за разногласий относительно более тяжелого музыкального направления, в котором направлялись Nothingface. Его заменил вокалист Мэтт Холт из бывшей группы Ingridient17, в которой был ещё Томми Сайклз. Тогда они записали одноимённый демо-альбом, состоявший из десяти песен.

### Pacifier
Дебютный альбом Pacifier вышел в октябре 1996 года уже на лейбле DCide и имел 6 перезаписанных с одноимённика песен.

### An Audio Guide to Everyday Atrocity
Второй студийный альбом, вышедший на лейбле Mayhem Records, был выпущен в сентябре 1998 года. Группа отправилась в тур вместе со Stuck Mojo, Sam Black Church, Helmet и Ministry.

### Violence
Спустя три года, они выпустили альбом Violence на лейбле TVT Record s. Альбом имел сингл «Bleeder», который занял 32е место на Mainstream Rock. Это был самый успешный альбом группы.
В 2001 году Билл Гаал оставил группу, чтобы продолжить карьеру в музыкальном программировании. Его заменил Джерри Монтано из The Deadlights. Несколько месяцев спустя Гаал вернулся в группу обратно. Во время интервала 2001—2002 между Violence и их следующим альбомом Skeletons, у участников Nothingface были большие личные проблемы, из-за чего группа чуть-ли не распалась.

### Skeletons
Группа выпустила последний четвёртый альбом Skeletons в апреле 2003 года на лейбле TVT Records.
Альбом считается самым разнообразным релизом группы, включающий мелодичное альтернативное звучание и элементы таких жанров как трэш-метал и хардкор. Тексты песен альбома также претерпели изменения, неся более политический характер чем в предыдущих альбомах. Лирические темы в альбоме затрагивают такие темы как, вторжение в Афганистан, организованную религию, убийства и критику американского правительства и прочие проблемы. Летом этого же года они выступили на популярном туре Ozzfest.

## Стиль группы
Nothingface описали свой стиль, как хеви-метал, альтернативный метал и ню-метал. Первый альбом группы Pacifier был похож на звучание ню-метал группы Korn. Некоторые критики называли их «клонами Korn». А вот второй альбом An Audio Guide to Everyday Atrocity имел стиль хеви-метал и альтернативный метал.
Звук группы состоит из агрессивных гитарных риффов, гроула, как в дэт-метале, либо грайндкоре и чистого вокала. Чистый вокал Мэтта сравнивали с вокалом Эдди Веддера из Pearl Jam. Критики похвалили их за то, что они смешали резкость и мелодичность.

## Дискография

### Студийные альбомы
- Pacifier (1996 г.)
- An Audio Guide to Everyday Atrocity (1998 г.)
- Violence (2000 г.)
- Skeletons (2003 г.)

### Демо-альбомы
- Braid (1993)
- Thicker (1994)
- The Architect Of So Much Evil (1995)
- Nothingface (1995)